# Pfarrkirche Mauthausen

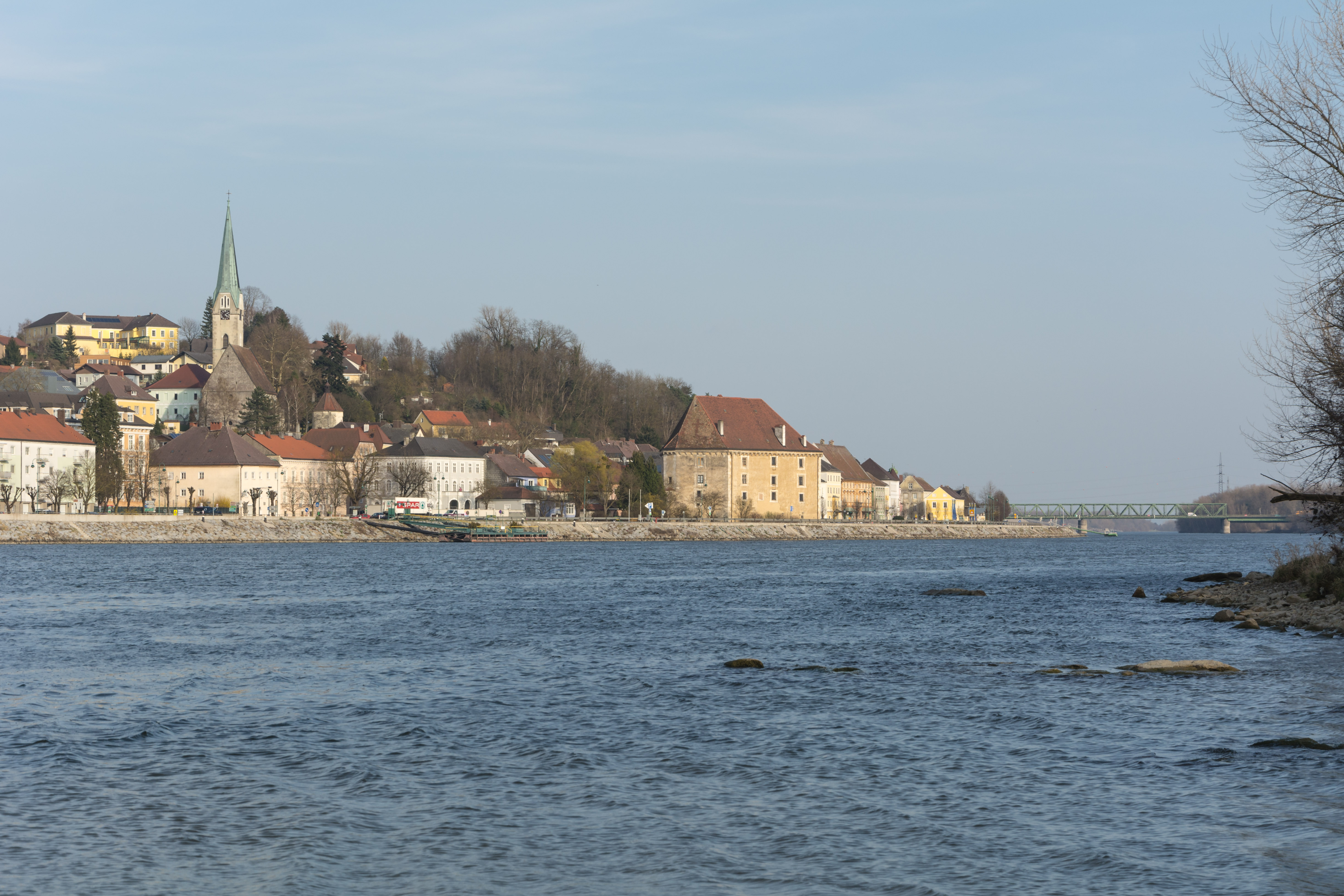
Katholische Pfarrkirche hl. Nikolaus in Mauthausen

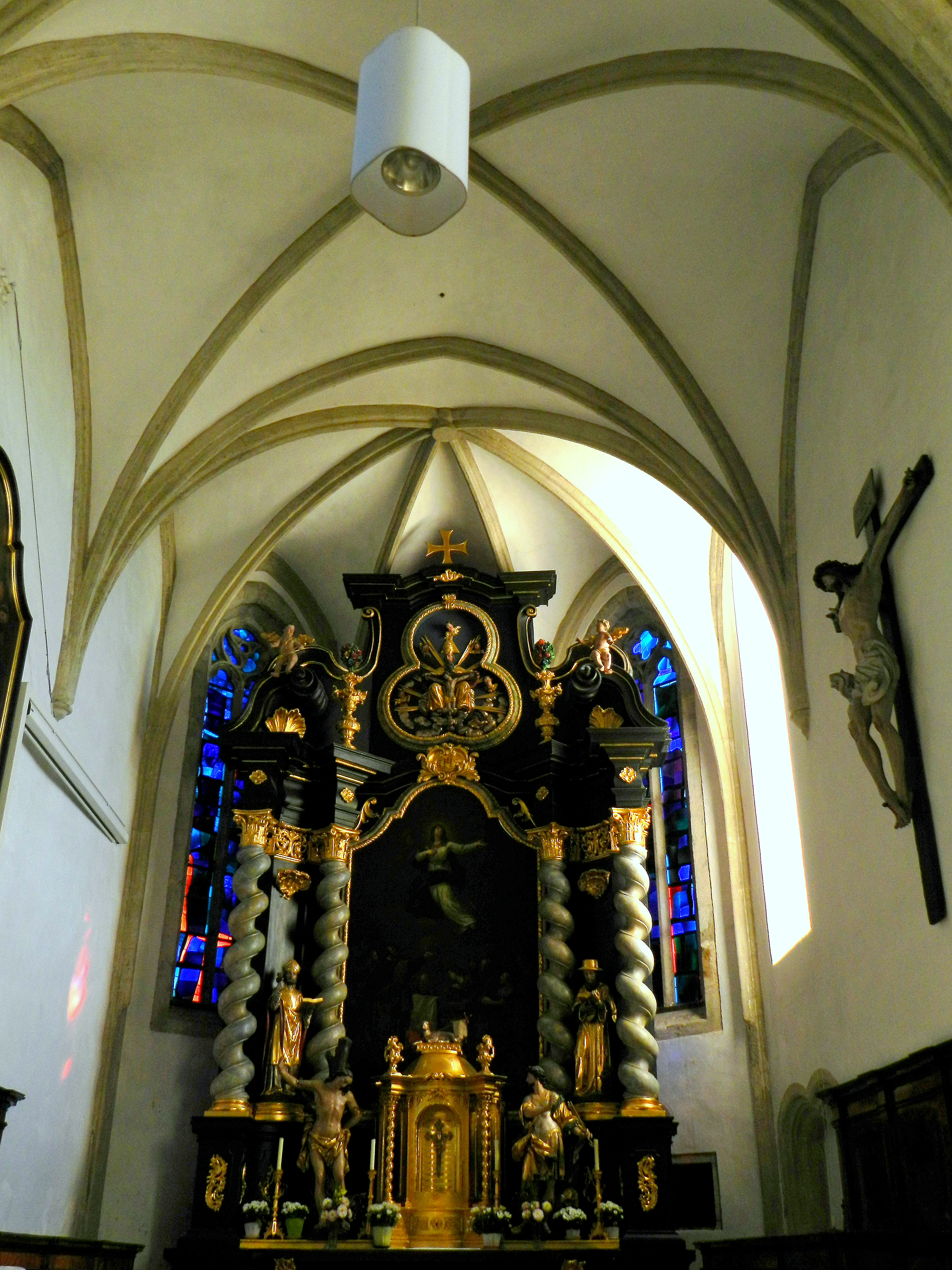
Blick zum Hochaltar im Chor

Die römisch-katholische Pfarrkirche Mauthausen steht oberhalb des Marktplatzes in der Marktgemeinde Mauthausen im Bezirk Perg im Mühlviertel. Die dem Patrozinium des hl. Nikolaus von Myra unterstellte Pfarrkirche gehört zum
Dekanat Perg in der Diözese Linz. Die Kirche steht unter Denkmalschutz (Listeneintrag).

## Geographie
Die Pfarrkirche Mauthausen ist die Pfarrkirche der Pfarre Mauthausen, einer römisch-katholischen Pfarre im Dekanat Perg in der Region Mühlviertel in der für das Bundesland Oberösterreich zuständigen österreichischen Diözese Linz in der Kirchenprovinz Wien. Die unter der Pfarrnummer 4223 geführte Pfarre ist dem Stift Sankt Florian als Stiftspfarre inkorporiert, betreut 3.173 Katholiken, die sich auf einen großen Teil des Gemeindegebietes der Marktgemeinde Mauthausen verteilen.
Zur Pfarre gehören im Wesentlichen das Ortsgebiet von Mauthausen und die Ortschaften bzw. Ortsteile Bernascheksiedlung, Brunngraben und Ufer in der Katastralgemeinde Mauthausen sowie die Ortschaften Albern, Haid, Hart, Heinrichsbrunn, Hinterholz, Reiferdorf und Vormarkt in der Katastralgemeinde Haid.
Die Pfarre ist Teil eines Seelsorgeraumes, dem die Pfarren Mauthausen und Schwertberg angehören.
Nachbarpfarrkirchen sind Naarn und Schwertberg im Dekanat Perg, Ried in der Riedmark und St. Georgen an der Gusen im Dekanat Pregarten, Sankt Pantaleon in Niederösterreich im Dekanat Haag (Diözese Sankt Pölten) und die Basilika Enns-Lorch im Dekanat Enns-Lorch.

## Geschichte
Sie wurde Mitte des 15. Jahrhunderts im spätgotischen Stil errichtet und im 17. und 18. Jahrhundert barockisiert. An die Stelle des gotischen Zwickelturmes, der 1689 erhöht wurde und einen barocken Helm erhielt, wurde zu Beginn des 20. Jahrhunderts ein neugotischer Spitzhelm aufgesetzt.

### Pfarre
Die Pfarre Mauthausen besteht seit 1613 als selbständige Pfarre, seit 1420 war sie Filiale mit eigenem Seelsorger für die Kirchen Sankt Nikolaus am Berg und Sankt Heinrich an der Donau gewesen. Zuvor wurde Mauthausen bis 1122 als zur Pfarre Ried in der Riedmark und damit zur Diözese Passau gehörig angeführt, danach wurde die Pfarre dem Stift Sankt Florian inkorporiert.

### Kirche
Das Patrozinium Sankt Nikolaus deutet auf einen alten Ursprung des Gotteshauses hin, wobei jedoch genauere Kenntnisse darüber fehlen. Bei Grabungen fand man 1982 Fundamente eines Turmes (möglicherweise eines römischen Wehrturms), Fundamente eines hochromanischen Kirchenbaus aus der Zeit um 1200 sowie Fragmente einer frühgotischen Apsis.
Nach den Zerstörungen durch die Hussiten (1424) erfolgte um die Mitte des 15. Jahrhunderts unter Friedrich III. der Wiederaufbau bzw. weitgehende Neubau im spätgotischen Stil und der Bau eines Zwickelturms. 1522 wurden im Südosten die Annakapelle, die nach dem Gönner der Kirche, Hans Egkenfelder († 1532) auch Egkenfelderkapelle genannt wurde, sowie im Süden ein Portalvorbau errichtet. Die Hausmarke Egkenfelders ist auf zwei Schlusssteinen sowie auf seinem Grabstein zu finden. Auf den Pfeilern der Westempore haben sich drei Steinmetzzeichen erhalten, die 1982 freigelegt wurden, wobei eines dem Steinmetzen Frosnitzer (Admonter Hüttenbuch um 1500) zugeschrieben wird.
1689 wurde der gotische Zwickelturm erhöht, bekam das heutige Glockenhaus und einen barocken Helm, da der aus Mauthausen stammende Kriegskommissär Christoph Vorster, der an fünf Feldzügen unter Prinz Eugen teilgenommen hatte, der Kirche eine 20 Zentner schwere Türkenglocke geschenkt hatte. 1901 entschied man sich zur Neugestaltung des Turms mit der Anbringung eines neugotischen Spitzhelms. 1950 wurde das Kircheninnere und 1953 der Turm renoviert.
Die während der Josephinischen Reformen aufgehobene Annakapelle wurde 1977 unter Wiederherstellung des ursprünglichen Bauzustandes als Sakristei eingerichtet. Bei Außen- und Innenrenovierungen kamen 1980 bis 1983 die Fragmente der Vorgängerbauten, vermauerte gotische Maßwerkfenster, frühbarocke Malereien an den Säulen sowie ein Fresko aus 1590 an der Außenseite der Annakapelle zum Vorschein.

### Inneneinrichtung
Die im 17. Jahrhundert mit dem Altar 1671 begonnene Barockisierung wurde mit der von Franz Frosch aus Landau in Niederbayern gebauten ersten Orgel 1710 fortgesetzt und erstreckte sich über das gesamte 18. Jahrhundert. Die Anschaffung der Altarblätter von Martin Johann Schmidt (Kremser Schmidt) 1796/97 stellten dabei einen Höhepunkt dar. Im 19. Jahrhundert wurden Zusatzemporen geschaffen, Kreuzwegtafeln angebracht und umfangreiche Renovierungen durchgeführt.
Anfang des 21. Jahrhunderts wurde ein behindertengerechter Zugang zur Kirche geschaffen. Im liturgischen Zusammenhang betrafen die Verbesserung der Sichtverhältnisse durch Neuordnung der Bankaufstellung, Veränderung der Stufen, Aufstellung eines neuen Altars und Ambos. Eine Lichtstiege bietet eine Gedankenbrücke zu den Geschehnissen während der Zeit des Nationalsozialismus im Gemeindegebiet von Mauthausen.

### Orgel
1897 wurde die von Josef Mauracher aus Sankt Florian geschaffene 12-Register-Orgel (I/II/Ped) in Betrieb genommen. Nach intensiver Vorbereitung wurde 2001 die neue Rieger-Orgel eingeweiht, wobei auch die Orgelempore neu gestaltet wurde.
Die Disposition der Orgel beruht auf einem Entwurf von Alfred Hochedlinger:
Die Orgel hat insgesamt 23 Register, acht im Hauptwerk, zehn im Schwellwerk und fünf im Pedalwerk, dazu die entsprechenden Koppeln und Schwellen.
| I Hauptwerk C–g3 |       |
| 1. Principal     | 8′    |
| 2. Bourdon       | 8′    |
| 3. Octav         | 4′    |
| 4. Spitzflöte    | 4′    |
| 5. Quinte        | 2 ⁄3′ |
| 6. Superoctav    | 2′    |
| 7. Mixtur IV     | 1 ⁄3′ |
| 8. Trompete      | 8′    |

| II Schwellwerk C–g3 |        |
| 1. Holzgedackt      | 8′     |
| 2. Salicional       | 8′     |
| 3. Voix céleste     | 8′     |
| 4. Prestant         | 4′     |
| 5. Rohrflöte        | 4′     |
| 6. Nazard           | 2 ⁄3′  |
| 7. Flachflöte       | 2′     |
| 8. Tierce           | 1 3⁄5′ |
| 9. Larigot          | 1 ⁄3′  |
| 10. Oboe            | 8′     |
| Tremulant           |        |

| Pedal C–f1    |     |
| 1. Subbass    | 16′ |
| 2. Principal  | 8′  |
| 3. Gedackt    | 8′  |
| 4. Choralbass | 4′  |
| 5. Fagott     | 16′ |

Normalkoppeln: II/I, I/P, II/P

## Pfarrkirche

### Außenbau der Pfarrkirche
Die Pfarrkirche Mauthausen befindet sich auf einem Hügel über dem Markt und der Donau. Es handelt sich um einen spätgotischen Kirchenbau, wobei auch Reste aus der romanischen Zeit mit Rundfenstern und Schlitzfenstern im Giebel an der Westwand erhalten geblieben sind.
Das Langhaus verfügt über ein steiles Satteldach und ist durch Strebepfeiler gegliedert. An den Giebeln sind teilweise stark verwitterte Sandsteinreliefs zu sehen (Stern, Rosette, Kopf, Christushaupt, Löwe, Wappenschild). Das spätgotische Südportal beim Vorbau aus dem Jahr 1520 besitzt ein spitzbogiges, reich profiliertes Gewände und ist im Tympanon mit Vierpass- und Fischblasen-Ornament verziert. Die Holztür stammt aus der Zeit des Rokoko und hat noch originale Beschläge.
Der Kirchturm der Pfarrkirche Mauthausen befindet sich im Nordosten, ist im unteren Teil gotisch und 1689 durch eine neue Glockenstube ergänzt worden. 1901 wurde der Turm nach Plänen des Dombaumeisters Matthäus Schlager zu einem neugotischen Spitzturm umgebaut. Über den gestutzten Giebeln erhebt sich ein hohes achteckiges Pyramidendach. Inklusive Turmkreuz ist der Turm 60 Meter hoch.
Die Pfarrkirche Mauthausen verfügt über ein bemerkenswertes barockes Geläute:
- Türkenglocke, gegossen 1688 aus türkischen Kanonen von Melchior Schorer in Linz, geweiht den Heiligen Florian, Sebastian und Nikolaus
- Elferglocke aus 1692, gegossen von Melchior Schorer in Linz, geweiht den Heiligen Maria und Anna sowie dem heiligen Christophorus
- Zwölferglocke aus 1692, gegossen von Melchior Schorer in Linz, geweiht dem heiligen Johannes dem Täufer sowie den Heiligen Maria und Barbara.
- Wandlungsglocke aus 1630 von Hans Lang in Steyr, geweiht der Heiligen Dreifaltigkeit.
- Sterbeglocke aus 1734 von Silvius Creuz in Linz, geweiht den Heiligen Joseph und Barbara, musste am 8. November 1916 abgeliefert werden
- Speisglocke aus 1431, geweiht „Ave Maria, gratia plena“, musste am 8. November 1916 abgeliefert werden

Während des Ersten Weltkrieges mussten für Kriegszwecke neben dem Kupfer des Turmdaches und 27 Zinnpfeifen der damaligen Orgel auch zwei kleinere Glocken abgeliefert werden. Das barocke Geläute blieb erhalten.
Seit 2019 besitzt die Kirche wieder sechs Glocken.
Die drei spätgotischen Apsisfenster wurden 1982 wieder geöffnet, wobei die Maßwerke (dreiteiliges Fischblasenornament, Fünfpass und Vierpass) noch vollständig erhalten waren. Die Apsisfenster mit abstrakter Glasmalerei wurden von Lydia Roppolt in der Glasmalereiwerkstatt Schlierbach geschaffen.
Die Annakapelle (auch Egkenfelder-Kapelle genannt) wird heute als Sakristei genutzt. Neben dem Eingang befindet sich der Grabstein von Hanns Egkenfelder, einem großen Gönner der Kirche im 16. Jahrhundert. Die Inschrift erinnert an Amalia, die Frau des 1532 verstorbenen Erbauers und Stifters der Kapelle. Das Fresko an der Ostwand stellt die Beweinung Christi nach der Kreuzabnahme dar und wurde um 1590 hergestellt.

### Innenraum der Pfarrkirche Mauthausen
Beim Kirchenraum der Pfarrkirche Mauthausen handelt es sich um eine als Langhaus errichtete Hallenkirche mit zwei symmetrischen Kirchenschiffen, an die im Osten ein wesentlich schmälerer einjochiger Chor mit 5/8 Schluss angrenzt. Das in vier Joche gegliederte Langhaus ist architektonisch bemerkenswert und geht im westlichen Emporenjoch in eine dreischiffige Anlage über. An den beiden mittleren Achtecksäulen befinden sich frühbarocke Fresken aus dem 17. Jahrhundert, die Engel mit Weinreben darstellen.
In der Kirche befindet sich ein lebensgroßes Kruzifix, das um 1500/1520 entstanden ist. In künstlerischer Hinsicht erinnert es an Arbeiten Martin Kriechbaums bzw. des unbekannten Meisters des Kefermarkter Altars. Die aktuelle Farbfassung stammt aus dem 19. Jahrhundert.
Der Hochaltar stammt in seiner Grundsubstanz aus 1671 und hat gewundene Doppelsäulen. Der Altar wurde später mehrmals verändert und mit Statuen versehen, u. a. mit einer Plastik des Gnadenstuhls, einer Statue des heiligen Augustinus und des heiligen Hieronymus. Der Wechselbilderzyklus des Hochaltars besteht aus acht Bildern, die entsprechend der Thematik während des Kirchenjahres gewechselt werden können. Vier Altarblätter sind Spätwerke des Barockmalers Martin Johann Schmidt.
Das barocke Chorgestühl besteht aus Ratsherrenstühlen, die mit reichen Intarsien aus dem zweiten Viertel des 18. Jahrhunderts versehen sind. Die Kirchenbänke stammen aus dem Jahr 1770. Der Altarraum mit Ambo und Volksaltar wurde von Katarina Matiasek 2001 neu gestaltet.
Die Seitenaltäre gehen in ihrem Aufbau auf Altäre aus dem 17. Jahrhundert zurück. Die Bilder zeigen u. a. den heiligen Johannes Nepomuk, die Heilige Familie und die Bekehrung des Paulus.
Die Kanzel mit goldgefassten Ornamenten aus der Zeit des Rokoko wurde bei der jüngsten Renovierung um ungefähr einen halben Meter höher angebracht.
In der Kirche befindet sich weiters eine Muttergottes-Statue aus dem 19. Jahrhundert, die bis 1940 in der Heinrichskirche stand. Die Tafeln des Kreuzweges im Nazarener-Stil waren ursprünglich im Langhaus angebracht und hängen nunmehr an der rechten Langhauswand und sind im Zusammenhang mit der Lichtstiege zu betrachten. Die 14 stilisierten Stufen aus Granit sind ein Hinweis auf die Geschehnisse an der Todesstiege im ehemaligen KZ Mauthausen. Auch der Memento-mori-Stein von Hans Egkenfelder erhält hier eine neue Bedeutung.
Das Weihwasserbecken beim Nordeingang stammt von Hanns Egkenfelder. Es ist ein fünfseitiges Becken aus Adneter Marmor und trägt Wappenschilde des Stifters und seiner Frau Amalia, einen steigenden Panther und Eichenlaub. Das Becken wir von einer Engelskopfkonsole getragen.
Die barocken Statuen des heiligen Donatus, des heiligen Sebastian und des heiligen Florian wurden in den 1770er-Jahren angeschafft und sind heute im Bereich der Orgelempore angebracht.

### Pfarrhof, Friedhof
Der barocke Pfarrhof befindet sich nordwestlich der Pfarrkirche und wurde um 1700 wahrscheinlich durch den Stiftsbaumeister Carlo Antonio Carlone erbaut. Die Decken sind mit reichem Stuck von Giovanni Battista Carlone versehen.
Der Gemeindefriedhof war bis 1901 unmittelbar um die Pfarrkirche. Einige spätbarocke und frühbiedermeierliche Grabsteine sowie die Gruft der Familie Anton Poschacher (Industrieller, 1812) bezeugen die ehemalige Nutzung des Areals. Der neue Friedhof befindet sich etwa 500 m nördlich.

### Karner

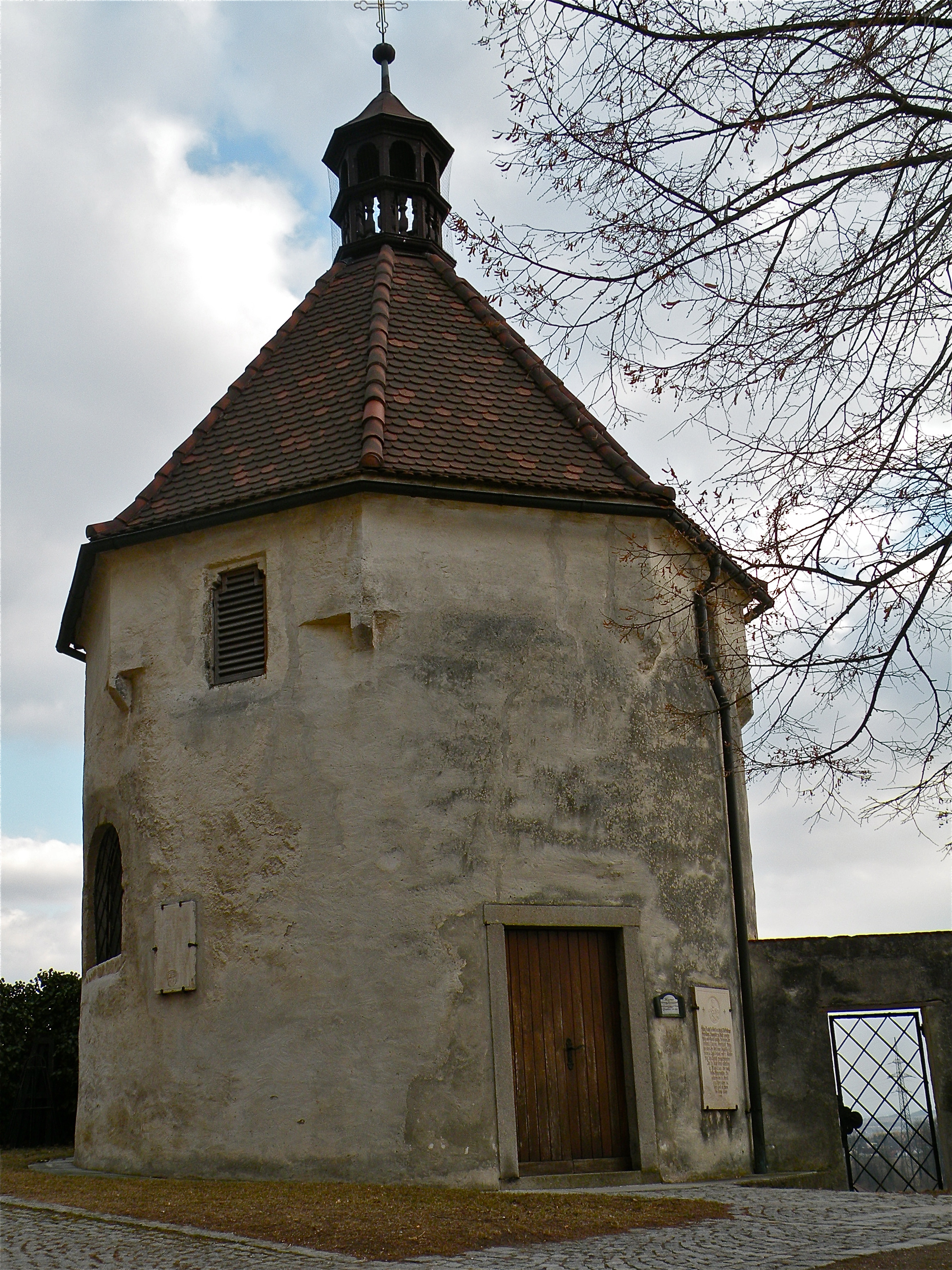
Karner im ehemaligen Friedhof von Mauthausen mit der frühesten noch erhaltenen Dekoration eines Sakralraumes im Mühlviertel

Südöstlich der Kirche befindet sich das Beinhaus (Karner, Barbarakapelle). Dieser wurde im 13. Jahrhundert gebaut und der heiligen Barbara, der Patronin der Sterbenden, geweiht. Heiligendarstellungen fehlen in der Kapelle, da vermutlich Holzfiguren oder Gemälde angebracht werden. Die Kapelle dient nunmehr als Aufbahrungshalle. Es handelt sich um einen romanischen Rundbau, der von einem achteckigen Pyramidendach bedeckt wird. Das eigentliche Beinhaus befindet sich im Untergeschoß und ist mit Knochen gefüllt.
Das Fresko an der Südseite zeigt den heiligen Christophorus mit dem Christuskind auf den Schultern, darüber zwei farbige Wappenfelder mit dem Wahlspruch von Kaiser Friedrich III. bzw. mit der Jahreszahl 148x. In der Apsis ist das spätromanische Rundbogenfenster erhalten, das heute mit einer Glasmalerei von Lydia Roppolt aus dem Jahr 1981 versehen ist. Der östlich mit einer kleinen Apsis versehene Innenraum hat ein spätromanisches Kreuzrippengewölbe. Die figuralen Wandmalereien bestimmen die Wirkung des Raumes und stellen die früheste noch erhaltene Dekoration eines Sakralraumes im Mühlviertel dar. Die Fresken sind um 1260 entstanden und wurden 1907 wieder freigelegt. Sie zählen zu den Hauptwerken des sogenannten Zackenstils oder zackbrüchigen Stils, der seine Wurzeln in der byzantinischen Kunst hat. Der Zackenstil fand vor allem in der Buchmalerei Verbreitung, beispielsweise auch in der Malschule des Stiftes Sankt Florian. Die Themen der Fresken entsprechen der Funktion als Karner.